# Duosperma longicalyx
Duosperma longicalyx là một loài thực vật có hoa trong họ Ô rô. Loài này được (Deflers) Vollesen mô tả khoa học đầu tiên năm 2006.